# 安洼水库
安洼水库是中国湖北省荆门市沙洋县境内的一座水库，位于彭冢湖支流大路港上，建于1974年。水库正常库容为755万立方米，集雨面积为18平方千米，海拔为80.2米。